# Långtjärnen (Jokkmokks socken, Lappland, 734577-170265)
Långtjärnen är en sjö i Jokkmokks kommun i Lappland och ingår i Luleälvens huvudavrinningsområde.